# Vouillers
Vouillers est une commune française, située dans le département de la Marne en région Grand Est.

## Géographie

### Localisation
Vouillers se trouve au sud-est du département de la Marne, en région Grand Est, à la limite avec le département de la Haute-Marne. La commune appartient à la région agricole du Perthois.
La commune de Vouillers s'étend sur une superficie de 828 hectares. Le village se trouve au sud-ouest du territoire communal, où l'altitude y varie entre 129 et 151 mètres. Au nord, les rives de l'Orconté sont boisées.
Par la route, Vouillers se situe à 54 km de Châlons-en-Champagne, préfecture de la Marne, à 37 km de Bar-le-Duc, préfecture de la Meuse, à 22 km de Vitry-le-François, sa sous-préfecture de rattachement, à 13 km de la Saint-Dizier, principale ville de Haute-Marne, et à 21 km de Sermaize-les-Bains, bureau centralisateur du canton de Sermaize-les-Bains dont dépend Vouillers depuis 2015. La commune fait en outre partie du bassin de vie de Saint-Dizier.
Vouillers est limitrophe de 4 communes :
|             |                     | Trois-Fontaines-l'Abbaye |
| Saint-Vrain | Vouillers           | Saint-Eulien             |
|             | Perthes Haute-Marne |                          |

### Hydrographie
La commune est dans la région hydrographique « la Seine de sa source au confluent de l'Oise (exclu) » au sein du bassin Seine-Normandie. Elle est drainée par l'Orconté et la Censière,.
L'Orconté, d'une longueur de 31 km, prend sa source dans la commune de Trois-Fontaines-l'Abbaye et se jette  dans la Marne à Frignicourt, après avoir traversé onze communes. 
La Censière, d'une longueur de 12 km, prend sa source dans la commune  et se jette  dans l'Orconte à Orconte, après avoir traversé quatre communes. 
Trois plans d'eau complètent le réseau hydrographique : la mare au Blanc (0 ha), la mare au Cadet (0 ha) et Mares au Chaqueux (0 ha),.

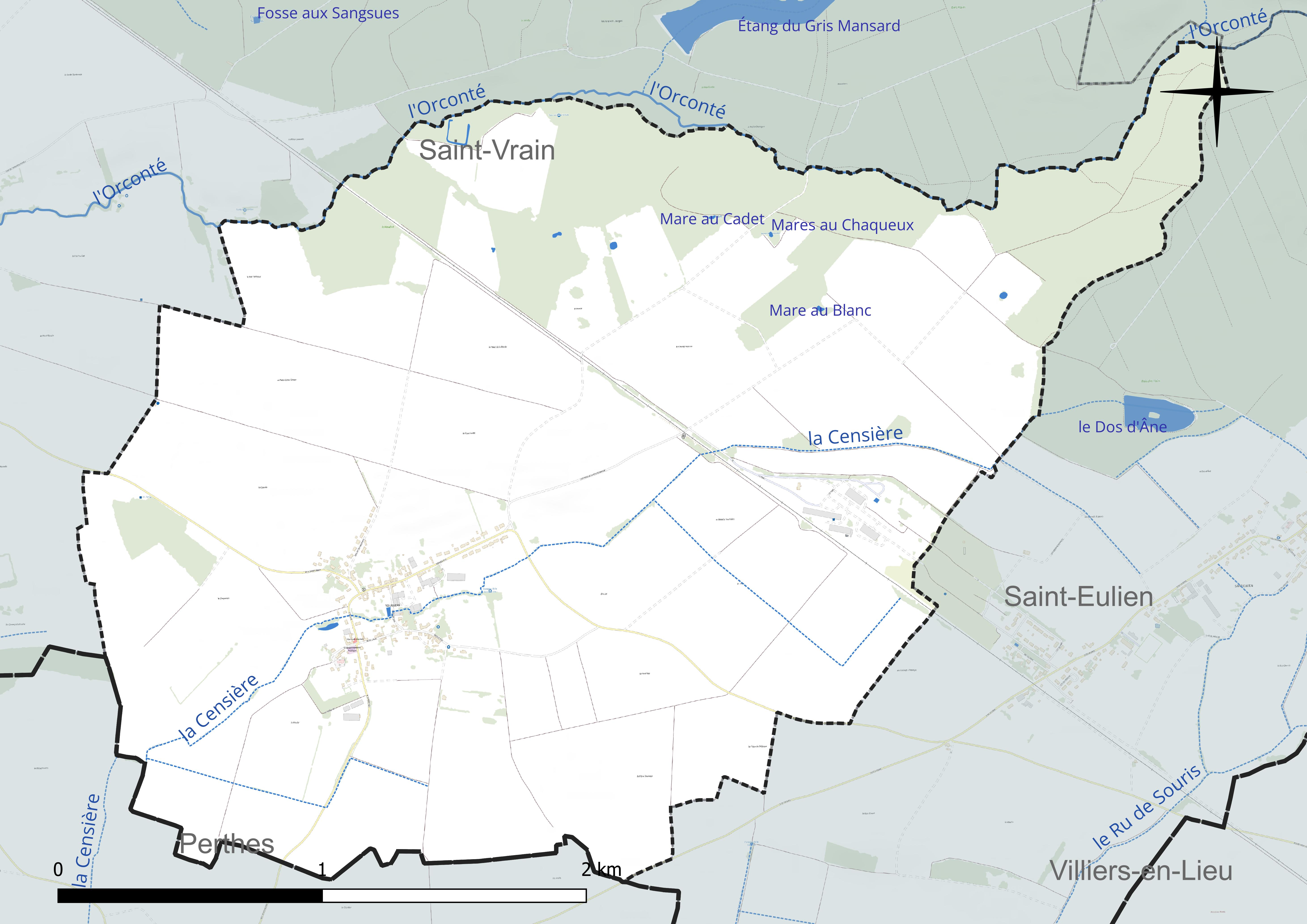
Réseau hydrographique de Vouillers.

### Climat
Pour des articles plus généraux, voir Climat du Grand Est et Climat de la Marne.
En 2010, le climat de la commune est de type climat des marges montargnardes, selon une étude du Centre national de la recherche scientifique s'appuyant sur une série de données couvrant la période 1971-2000. En 2020, Météo-France publie une typologie des climats de la France métropolitaine dans laquelle la commune est exposée à un climat océanique altéré et est dans la région climatique  Lorraine, plateau de Langres, Morvan, caractérisée par un hiver rude (1,5 °C), des vents modérés et des brouillards fréquents en automne et hiver. 
Pour la période 1971-2000, la température annuelle moyenne est de 10,4 °C, avec une amplitude thermique annuelle de 15,9 °C. Le cumul annuel moyen de précipitations est de 858 mm, avec 12,6 jours de précipitations en janvier et 9 jours en juillet. Pour la période 1991-2020, la température moyenne annuelle observée sur la station météorologique de Météo-France la plus proche, « Saint-Dizier », sur la commune de Saint-Dizier à 10 km à vol d'oiseau, est de 11,6 °C et le cumul annuel moyen de précipitations est de 794,5 mm. 
La température maximale relevée sur cette station est de 41,4 °C, atteinte le 25 juillet 2019 ; la température minimale est de −22,5 °C, atteinte le 14 février 1956,,. 
Les paramètres climatiques de la commune ont été estimés pour le milieu du siècle (2041-2070) selon différents scénarios d'émission de gaz à effet de serre à partir des nouvelles projections climatiques de référence DRIAS-2020. Ils sont consultables sur un site dédié publié par Météo-France en novembre 2022.

## Urbanisme

### Typologie
Au 1er janvier 2024, Vouillers est catégorisée commune rurale à habitat dispersé, selon la nouvelle grille communale de densité à sept niveaux définie par l'Insee en 2022.
Elle est située hors unité urbaine. Par ailleurs la commune fait partie de l'aire d'attraction de Saint-Dizier, dont elle est une commune de la couronne,. Cette aire, qui regroupe 72 communes, est catégorisée dans les aires de 50 000 à moins de 200 000 habitants,.

### Occupation des sols
L'occupation des sols de la commune, telle qu'elle ressort de la base de données européenne d’occupation biophysique des sols Corine Land Cover (CLC), est marquée par l'importance des territoires agricoles (80,9 % en 2018), une proportion identique à celle de 1990 (80,9 %). La répartition détaillée en 2018 est la suivante : 
terres arables (73,6 %), forêts (16,8 %), prairies (4,3 %), zones agricoles hétérogènes (3 %), zones industrielles ou commerciales et réseaux de communication (2,3 %). L'évolution de l’occupation des sols de la commune et de ses infrastructures peut être observée sur les différentes représentations cartographiques du territoire : la carte de Cassini (XVIIIe siècle), la carte d'état-major (1820-1866) et les cartes ou photos aériennes de l'IGN pour la période actuelle (1950 à aujourd'hui).

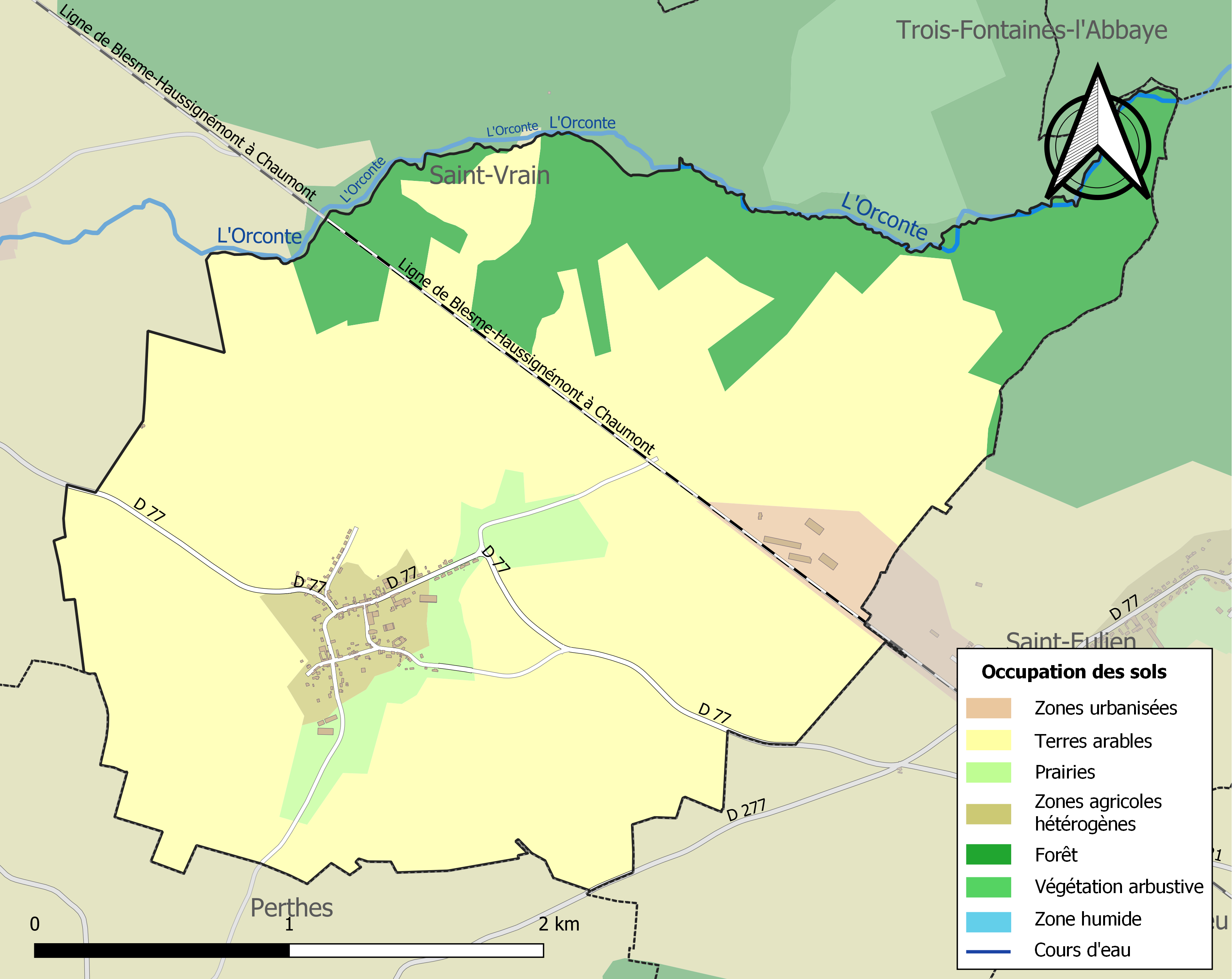
Carte des infrastructures et de l'occupation des sols de la commune en 2018 (CLC).

### Voies de communication et transports
Vouillers est traversée par la route départementale 77 entre Saint-Vrain (à l'ouest) et Saint-Eulien (à l'est).
La ligne de chemin de fer Blesme - Haussignémont à Chaumont passe sur son territoire. Les gares de Vitry-le-François et de Saint-Dizier sont les gares ferroviaires en activité les plus proches. Depuis 2025, la commune est reliée à ces gares par la ligne de bus Fluo Grand Est no 190 entre Vitry-le-François et Saint-Dizier (arrêt rue de Saint-Vrain),.

## Toponymie
Le nom de la localité est attesté sous les formes Voiliers (1156) ; Vouliers (vers 1252) ; Wiliers (vers 1300) ; Woylliers (1383) ; Wouilliers (1406) ; Vouilliers (1412) ; Voulleriæ (1542) ; Voüilliere (1633) ; Vouillere (1663) ; Voulleriae, vulgo Vouilleres (1775) ; Vouillers (1784) ; Vouillierre (1847).

## Histoire

### LeXXesiècle

#### La Première Guerre mondiale
Un soldat originaire de Merdrignac (Côtes-du-Nord), Eugène Bouleau, du 128e régiment d'infanterie, fut fusillé pour l'exemple le 12 septembre 1914 à Vouillers (Marne).

## Politique et administration

### Intercommunalité
La commune, antérieurement membre de la communauté de communes de Val de Bruxenelle, l'a quittée le 1er janvier 2013 pour rejoindre la communauté de communes de Saint-Dizier, Der et Blaise, transformée le 1er janvier 2014 en communauté d'agglomération.

### Liste des maires
| Période                                  | Période   | Identité             | Étiquette | Qualité              |
| ---------------------------------------- | --------- | -------------------- | --------- | -------------------- |
| Les données manquantes sont à compléter. |           |                      |           |                      |
| 1879                                     |           | Prévost              |           |                      |
| mars 2001                                | mars 2008 | Gino Cecchini        |           | Retraité             |
| mars 2008                                | mars 2014 | Nadine Leplomb       |           | Professeur d'anglais |
| mars 2014                                | mai 2020  | Bernard Brusa-Pasque |           |                      |
| mai 2020                                 | En cours  | Francis Ladeira      |           |                      |

## Démographie
L'évolution du nombre d'habitants est connue à travers les recensements de la population effectués dans la commune depuis 1793. Pour les communes de moins de 10 000 habitants, une enquête de recensement portant sur toute la population est réalisée tous les cinq ans, les populations de référence des années intermédiaires étant quant à elles estimées par interpolation ou extrapolation. Pour la commune, le premier recensement exhaustif entrant dans le cadre du nouveau dispositif a été réalisé en 2005.

En 2022, la commune comptait 259 habitants, en évolution de +1,57 % par rapport à 2016 (Marne : −1,19 %, France hors Mayotte : +2,11 %).
| 1793 | 1800 | 1806 | 1821 | 1831 | 1836 | 1841 | 1846 | 1851 |
| ---- | ---- | ---- | ---- | ---- | ---- | ---- | ---- | ---- |
| 167  | 188  | 201  | 208  | 186  | 203  | 212  | 324  | 231  |

| 1856 | 1861 | 1866 | 1872 | 1876 | 1881 | 1886 | 1891 | 1896 |
| ---- | ---- | ---- | ---- | ---- | ---- | ---- | ---- | ---- |
| 241  | 225  | 208  | 205  | 193  | 195  | 183  | 200  | 190  |

| 1901 | 1906 | 1911 | 1921 | 1926 | 1931 | 1936 | 1946 | 1954 |
| ---- | ---- | ---- | ---- | ---- | ---- | ---- | ---- | ---- |
| 188  | 200  | 177  | 153  | 154  | 171  | 151  | 166  | 196  |

| 1962 | 1968 | 1975 | 1982 | 1990 | 1999 | 2005 | 2006 | 2010 |
| ---- | ---- | ---- | ---- | ---- | ---- | ---- | ---- | ---- |
| 197  | 205  | 161  | 187  | 197  | 187  | 188  | 184  | 229  |

| 2015 | 2020 | 2022 | - | - | - | - | - | - |
| ---- | ---- | ---- | - | - | - | - | - | - |
| 248  | 258  | 259  | - | - | - | - | - | - |

## Culture locale et patrimoine

### Lieux et monuments
La Censière, cours d'eau qui traverse le village.
C'est l'addition de quatre sources et d'un fossé qui vous donne ce filet d'eau. En entrant à Vouillers par la D 77 à 450 mètres à l'est du petit pont on peut voir le fossé qui vient de la voie ferrée se joindre à deux sources qui naissent dans la parcelle dite l'Arçon puis l'ensemble se rejoint après le pont au lieu-dit la Fontaine de la Cressonière deux autres sources et nous avons ainsi la Censière.

### Héraldique
| Blason de Vouillers | Blason  | Coupé ondé : au 1er parti au I de sinople à une gerbe de blé d'or, au II d'argent à une balance de gueules, au 2d d'azur à deux clés d'argent passées en sautoir. |
| Blason de Vouillers | Détails | Le blé évoque l'agriculture, la balance rappelle le surnom des habitants de la commune : les « Neutres », les clefs sont attributs de saint Pierre, patron de la paroisse locale, et les ondes évoquent la Censière qui arrose la commune. Création Jean-François Binon, adoptée en 2021. |